# Aune Haarla
Aune Haarla, (12 avril 1923 - Helsinki, 4 février 1976) est une écrivain, parolière et scénariste finlandaise.

## Biographie
Elle a travaillé notamment pour la YLE, radio-télévision publique nationale de Finlande.